# Södermanlandsäpple

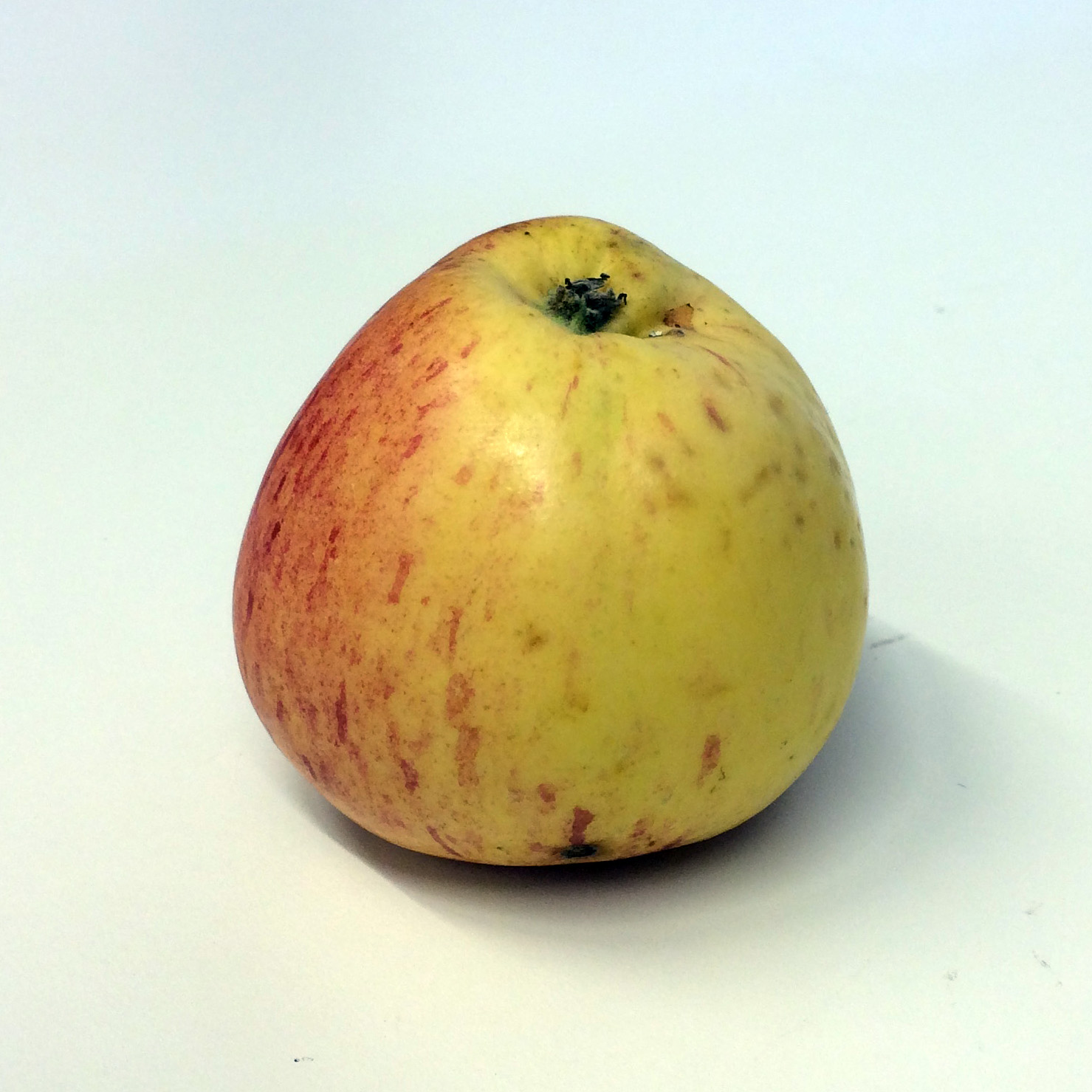
Ett äpple av sorten Södermanlandsäpple, fotograferat i samband med Nordiska museets äppelfestival i september 2014.

Södermanlandsäpple, eller Södermanlands äpple, är en äppelsort. Äpplet är av en konisk form, och skalet är rött och gulaktigt. Köttet är saftigt och löst. Äpplet passar både som ätäpple, såsom köksäpple. Blomningen på detta äpple är medeltidig, och äpplet pollineras av äpplen med samtidig blomning. I Sverige odlas Södermanlandsäpple gynnsammast i zon I–IV.